# Lista de deputados estaduais de Minas Gerais da 17.ª legislatura
Esta é uma lista de deputados estaduais de Minas Gerais eleitos para a 17ª Legislatura. São relacionados o nome civil dos parlamentares que assumiram o cargo em 2011, cujo mandato expirou em 2015.

## Composição das bancadas
| Partido | Líder                      | Bancada | Posição      |
| ------- | -------------------------- | ------- | ------------ |
| PSDB    | Leonardo Moreira           | 13 / 77 | Governo      |
| PT      | Adelmo Carneiro Leão       | 11 / 77 | Oposição     |
| PMDB    | Adalclever Lopes           | 8 / 77  | Oposição     |
| PV      | Inácio Franco              | 5 / 77  | Independente |
| PDT     | Gustavo Perrella           | 5 / 77  | Governo      |
| PTB     | Braulio Braz               | 4 / 77  | Governo      |
| PSL     | Hélio Gomes                | 4 / 77  | Governo      |
| PSB     | Wander Borges              | 3 / 77  | Governo      |
| DEM     | Gustavo Corrêa             | 3 / 77  | Governo      |
| PPS     | Neider Moreira de Faria    | 3 / 77  | Governo      |
| PSC     | Antônio Carlos Arantes     | 2 / 77  | Governo      |
| PRB     | Gilberto Abramo            | 2 / 77  | Governo      |
| PMN     | Nacib Duarte Bechir        | 2 / 77  | Governo      |
| PP      | Gil Pereira                | 2 / 77  | Governo      |
| PCdoB   | Carlin Moura               | 2 / 77  | Oposição     |
| PRTB    | Fabiano Galletti Tolentino | 2 / 77  | Independente |
| PTC     | Anselmo José Domingos      | 1 / 77  | Independente |
| PSD     | Cássio Ferreira Soares     | 1 / 77  | Independente |
| PR      | Deiró Moreira Marra        | 1 / 77  | Governo      |
| PTdoB   | Bosco                      | 1 / 77  | Independente |
| PRP     | João Vítor Xavier          | 1 / 77  | Governo      |
| PHS     | Neilando Alves Pimenta     | 1 / 77  | Independente |

## Relação
| Nome                                    | Partido | Observações |
| --------------------------------------- | ------- | --- |
| Adalclever Ribeiro Lopes                | PMDB    | |
| Adelmo Carneiro Leão                    | PT      | |
| Agostinho Patrus Filho                  | PTB     | Afastado desde 2 de fevereiro de 2011, ocupando o cargo de Secretário de Estado de Turismo, sendo substituído pelo deputado Rômulo Victor Pinheiro Veneroso |
| Alencar da Silveira Júnior              | PDT     | |
| Almir Paraca                            | PT      | |
| André Quintão Silva                     | PT      | |
| Anselmo José Domingos                   | PTC     | |
| Antônio dos Reis Gonçalves Lerin        | PSB     | |
| Antônio Carlos Arantes                  | PSC     | |
| Antônio Genaro Oliveira                 | PSC     | |
| Antônio Júlio de Faria                  | PMDB    | |
| Arlen de Paulo Santiago Filho           | PTB     | |
| Braulio José Tanus Braz                 | PTB     | Afastado desde 2 de fevereiro de 2011, ocupando o cargo de Secretário de Estado de Esportes e da Juventude, sendo substituído pelo deputado Delvito Alves da Silva Filho |
| Bruno de Freitas Siqueira               | PMDB    | |
| Carlos Magno de Moura Soares            | PCdoB   | |
| Carlos Eduardo Venturelli Mosconi       | PSDB    | |
| Carlos Henrique Alves da Silva          | PRB     | |
| Carlos Welth Pimenta de Figueiredo      | PDT     | Afastado desde 2 de fevereiro de 2011, ocupando o cargo de Secretário de Estado de Trabalho e Emprego, sendo substituído pelo deputado Luiz Carlos de Miranda Faria |
| Cássio Antonio Ferreira Soares          | PSD     | Afastado desde 9 de fevereiro de 2012 para ocupar o cargo de Secretário de Estado de Desenvolvimento Social |
| Célio de Cássio Moreira                 | PSDB    | |
| Dalmo Roberto Ribeiro Silva             | PSDB    | |
| Deiró Moreira Marra                     | PR      | |
| Délio de Jesus Malheiros                | PV      | |
| Dilzon Luiz de Melo                     | PTB     | |
| Dinis Antônio Pinheiro                  | PSDB    | |
| Duilio de Castro Faria                  | PMN     | |
| Durval Ângelo Andrade                   | PT      | |
| Elismar Fernandes Prado                 | PT      | |
| Fabiano Galletti Tolentino              | PRTB    | |
| Frederico Borges da Costa               | PSL     | |
| Gilberto Aparecido Abramo               | PRB     | |
| Gilberto Wagner Martins Pereira Antunes | PP      | Afastado desde 3 de fevereiro de 2011, ocupando o cargo de Secretário de Estado de Desenvolvimento dos Vales do Jequitinhonha e Mucuri e do Norte de Minas, sendo substituído pelo suplente Romel Anízio Jorge. Após a efetivação de Romel Anízio, a suplência ficou com Rodrigo Mattos                                                                   |
| Gustavo de Faria Dias Corrêa            | DEM     | |
| Gustavo da Cunha Pereira Valadares      | PRTB    | |
| Gustavo Henrique Perrella Amaral Costa  | PDT     | |
| Hélio Gomes Alves                       | PSL     | |
| Hely Tarqüínio                          | PV      | |
| Inácio Franco                           | PV      | |
| Ivair Nogueira do Pinho                 | PMDB    | |
| Jayro Luiz Lessa                        | DEM     | |
| João Bosco                              | PTdoB   | |
| João Leite da Silva Neto                | PSDB    | |
| Joao Vitor Xavier Faustino              | PRP     | |
| José Alves Viana                        | DEM     | Renunciou em 1 de agosto de 2012 - Eleito Conselheiro do Tribunal de Contas. |
| José Bonifácio Mourão                   | PSDB    | |
| José Célio de Alvarenga                 | PCdoB   | |
| José de Freitas Maia                    | PSDB    | |
| José Henrique Lisboa Rosa               | PMDB    | |
| Lafayette Luiz Doorgal de Andrada       | PSDB    | Afastado, de 4 de fevereiro de 2011 a 16 de março de 2012, ocupando o cargo de Secretário de Estado de Defesa Social, sendo substituído pela deputada Ana Maria de Resende Vieira |
| Leonardo Fernandes Moreira              | PSDB    | |
| Liza Fernandes Prado                    | PSB     | |
| Luiz Fábio Cherem                       | PSL     | |
| Luiz Henrique Maia Santiago             | PSDB    | |
| Luiz Humberto Carneiro                  | PSDB    | |
| Luiz Sávio de Souza Cruz                | PMDB    | |
| Luiz Tadeu Martins Leite                | PMDB    | |
| Luzia Maria Ferreira                    | PPS     | |
| Maria Tereza Lara                       | PT      | |
| Marques Batista de Abreu                | PTB     | |
| Mauri José Torres Duarte                | PSDB    | Renunciou em 31 de agosto de 2011 - Eleito Conselheiro do Tribunal de Contas. O suplente Romel Anízio Jorge é efetivado. |
| Nacib Duarte Bechir                     | PMN     | |
| Neider Moreira de Faria                 | PPS     | |
| Neilando Alves Pimenta                  | PHS     | |
| Paulo José Carlos Guedes                | PT      | |
| Paulo Roberto Lamac Junior              | PT      | |
| Pompilio de Lourdes Canavez             | PT      | |
| Rogério Correia de Moura Baptista       | PT      | |
| Romel Anízio Jorge                      | PP      | Efetivado com a renúncia de Mauri José Torres Duarte em 31 de agosto de 2011. |
| Rômulo Antônio Viegas                   | PSDB    | |
| Rosângela de Oliveira Campos Reis       | PV      | |
| Sebastião Costa da Silva                | PPS     | |
| Sérgio Lúcio de Almeida                 | PDT     | |
| Tiago Ulisses de Castro e Oliveira      | PV      | |
| Ulysses Gomes de Oliveira Neto          | PT      | |
| Vanderlei Andrade Miranda               | PMDB    | |
| Wander José Goddard Borges              | PSB     | Afastado desde 3 de fevereiro de 2011, ocupando o cargo de Secretário de Estado de Desenvolvimento Social, sendo substituído pelo deputado Edy Araújo Júnior (4 a 15 de fevereiro de 2011), pelo deputado Romeu Ferreira de Queiroz, (16 de fevereiro a 4 de maio de 2011), e, novamente, pelo deputado Edy Araújo Júnior, a partir de 5 de maio de 2011. |
| Wilson Roberto Batista                  | PSL     | |
| Washington Fernando Rodrigues           | PDT     | |